# Ізабелюв-Малий
Ізабелюв-Малий (пол. Izabelów Mały) — село в Польщі, у гміні Здунська Воля Здунськовольського повіту Лодзинського воєводства.
У 1975-1998 роках село належало до Серадзького воєводства.